# طب الأسنان عن بعد
طب الأسنان الاتصالي أو طب الأسنان عن بعد (بالإنجليزية: Teledentistry )‏ هو استخدام تقنية المعلومات والاتصالات لتقديم الرعاية الصحية للفم والأسنان عن بعد، يشمل ذلك تقديم الاستشارات، التعليم وتوعية وتثقيف المجتمع. 

## تاريخ طب الأسنان الاتصالي
في عام 1994، قدمت وزارة الدفاع الامريكية برنامج الوصول الكامل لرعاية الاسنان (Total Dental Access Program TDA) ، كان الهدف منه زيادة فرصة حصول الجنود على الرعاية في مجال صحة الفم والأسنان وتخفيض التكاليف المرتبطة بها. واستخدموا لذلك خدمة الهاتف التقليدية.
ومنذ بداية التسعينات الميلادية، تم استخدام لقاءات الفيديو المباشرة ومراسلات البريد الإلكتروني والفاكس والمكالمات الهاتفية لهذا الغرض . ومع التطور الكبير في تقنيات الكاميرات الرقمية في الآونة الأخير أصبح استخدام لقاءات الفيديو المباشرة ونقل الصور أكثر سهولة مما يوفر فرصا جذرية جديدة.
ووفقا لمؤشر غالوب للرفاهية الصحية؛ فإن مايقرب من ثلث الأمريكيين لايزورون طبيب الاسنان بانتظام لعدة أسباب أبرزها عدم القدرة على تحمل التكاليف، صعوبة الوصول والخوف من عيادة الأسنان .

## المميزات
يمكن أن يقدم طب الاسنان الاتصالي خدمات علاجية عن بعد بطريقة أسهل وأرخص وأقل رهبة للمريض. 
كما أنه يمكن استخدامه في مساعدة أطباء الاسنان العاميين في العمل التخصصي، ويساهم في تحسين وزياة الخدمات المقدمة للفئات السكانية المحرومة مثل المناطق الريفية أو المناطق الأقل تطورا أو نموا.